# Pachyphytum fittkaui
Pachyphytum fittkaui är en fetbladsväxtart som beskrevs av Reid Venable Moran. Pachyphytum fittkaui ingår i släktet Pachyphytum och familjen fetbladsväxter. Inga underarter finns listade i Catalogue of Life.

## Bildgalleri

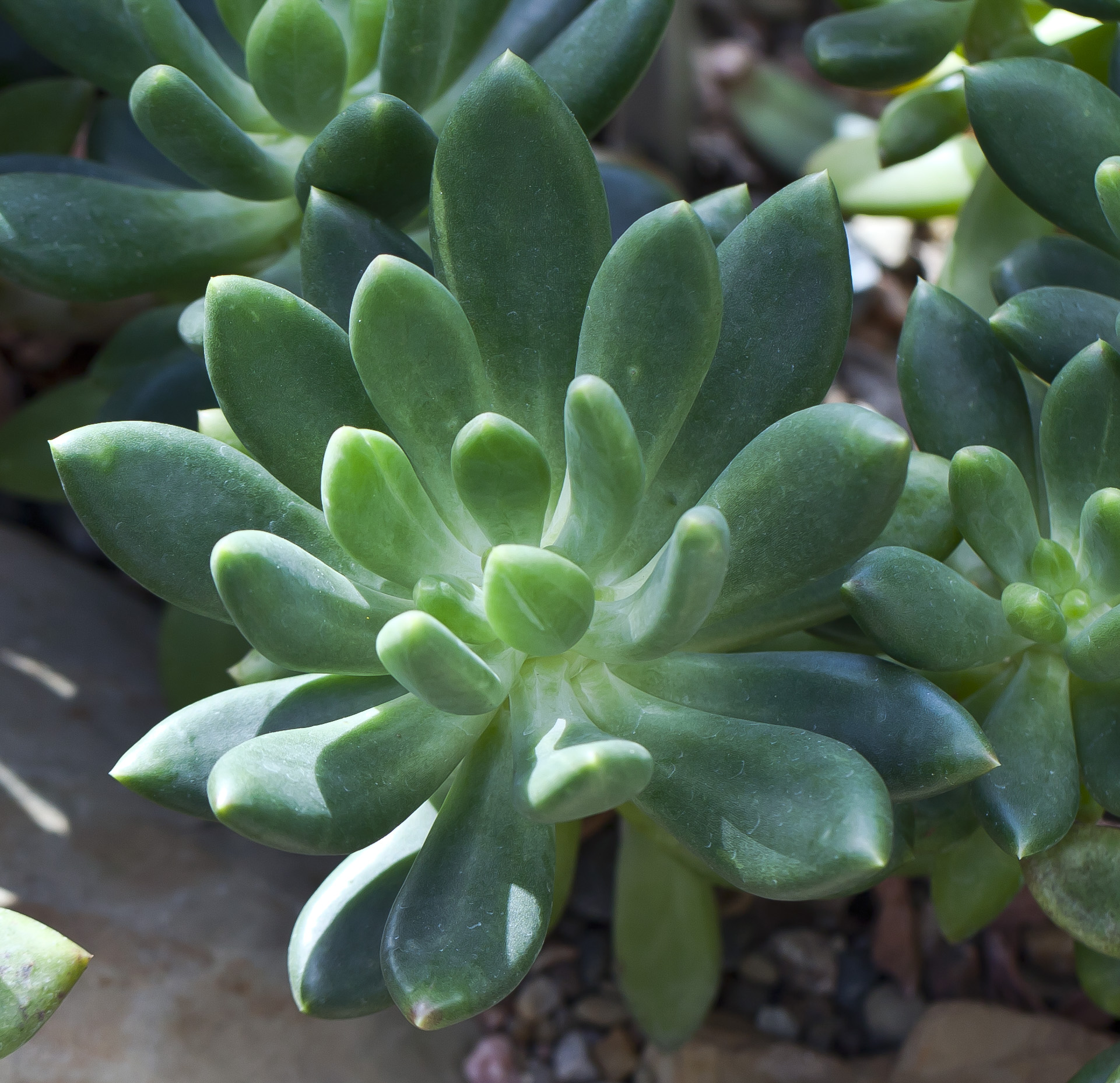
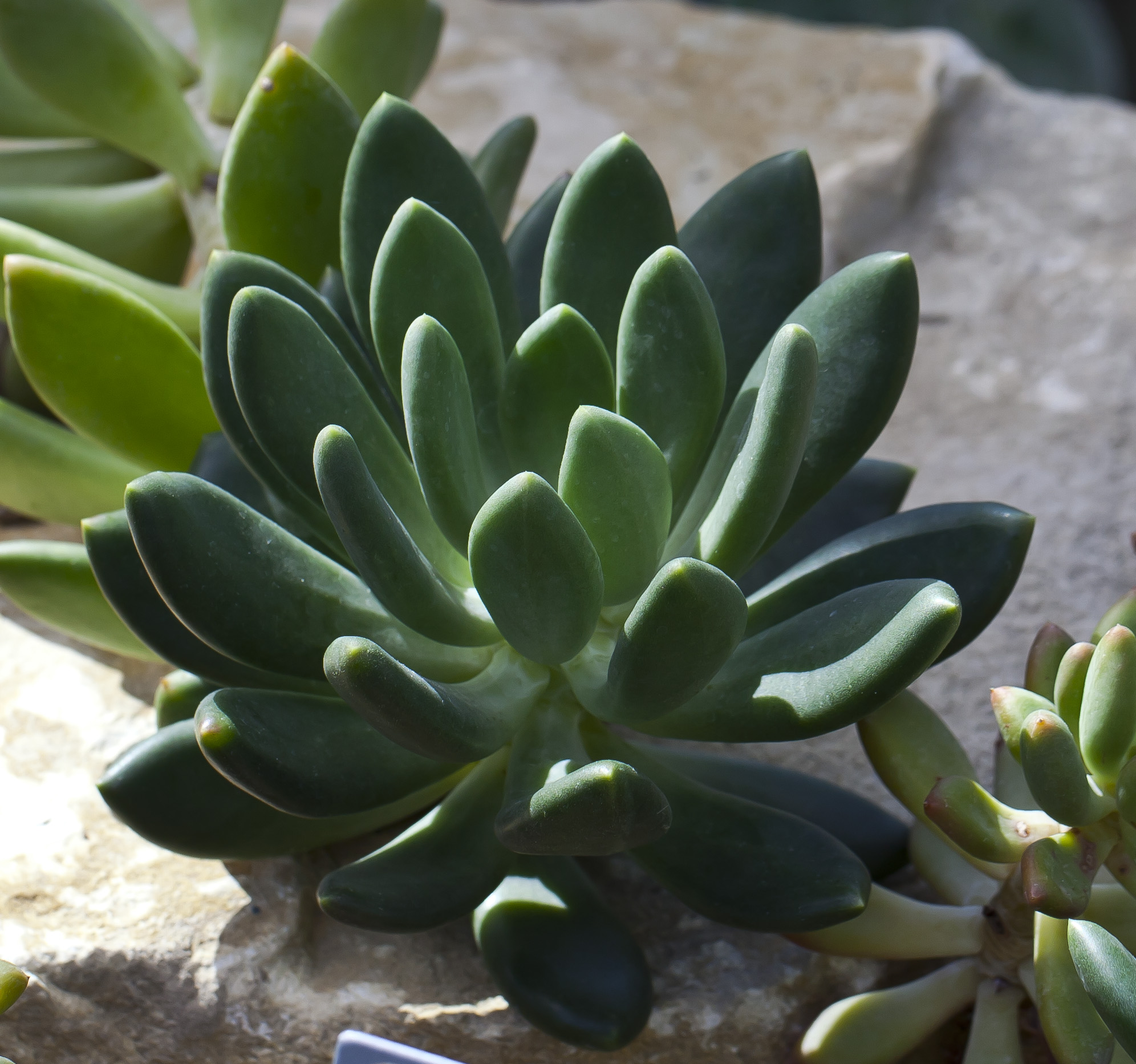